# الغازی تراکتور
الغازی تراکتور (اردو: ال غازی ٹریکٹر) شرکت خودروسازی پاکستانی است، که در سال ۱۹۸۳ تأسیس شد.